# 돌무화과나무
돌무화과나무(-無花果--, 학명: Ficus sycomorus 피쿠스 시코모루스[*])는 뽕나무과의 과일 나무이다. 열매인 돌무화과(-無花果)는 무화과와 비슷하다. 원산지는 아프리카와 아라비아반도이다.

## 분포
돌무화과나무는 아프리카 사헬지대 남부와 남회귀선 북부가 원산이며, 또 중서부 열대우림 지대도 포함한다. 돌무화과나무는 레바논, 이스라엘, 팔레스타인, 이집트, 아라비아 반도 남부, 키프로스 섬, 마다가스카르의 여러 지역에서 자생하기도 한다.

## 생김새
돌무화과나무는 20미터까지 자라며 빠르게 자라난다. 가지가 촘촘히 뻗어나와 둥근 수관을 이룬다. 잎은 그 끝이 둥근 하트 모양을 이룬다. 잎의 길이가 14cm에 그 너비는 10cm이며 작은 가지를 중심으로 나선형으로 모여난다. 잎은 앞면이 짙은 녹색이며 튀어나온 노란 엽맥이 있는 뒷면보다는 더 밝다. 두 면 전부 만졌을 때에 거칠은 느낌이 난다. 잎자루는 길이가 0.5~3cm이며 솜털로 덮여있다. 과일은 먹을 수 있는 커다란 무화과이며 직경은 2~3cm에 황록색에서 노랑 또는 붉은색으로 익어간다. 돌무화과나무는 엽액이나 길다란 가지 끝 위로 두꺼운 잎이 모여 난다. 개화 시기와 열매 맺는 시기는 매 년 있으며 7월에서 12월 사이에는 정점에 다다른다. 수피는 녹색 또는 황색, 주황색이며 내수피의 황색 부분이 드러날 정도로 길고 가늘고 얇게 찢어진다. 다른 무화과나무들도 그렇듯 라텍스 성분을 함유하고 있다.
과실 산출이 매 년 4월 또는 약간 늦게부터 시작된다. 겨울에도 연이어서 생산해낸다. 이따금씩 5번 연속으로 수확이 가능한 ’과수작물‘로 분류되기도 한다.

## 문화
고대 근동에서 재배해왔기에 고대 이집트의 미라 관중에는 돌무화과나무로 제작된 것들이 있다. 성경에서도 등장하며 개신교의 개역한글까지는 뽕나무로 번역되었으나 개역개정부터 돌무화과나무로 개역되었다. 루가의 복음서 16장에서 자캐오(삭개오)가 오른 나무, 예언자 아모스의 본업이 돌무화과나무 과수원이었다고 전한다.

## 사진

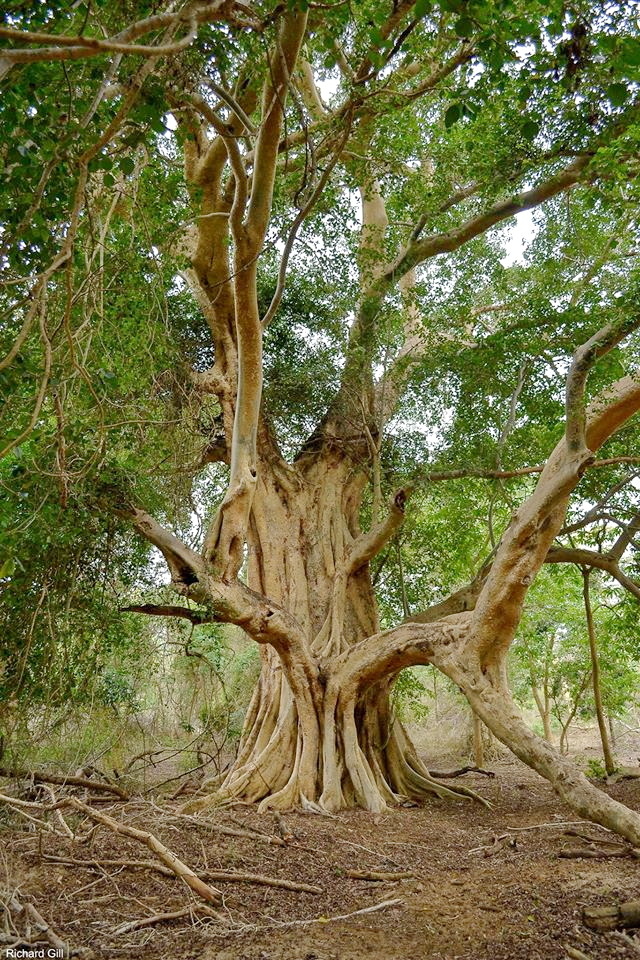
나무
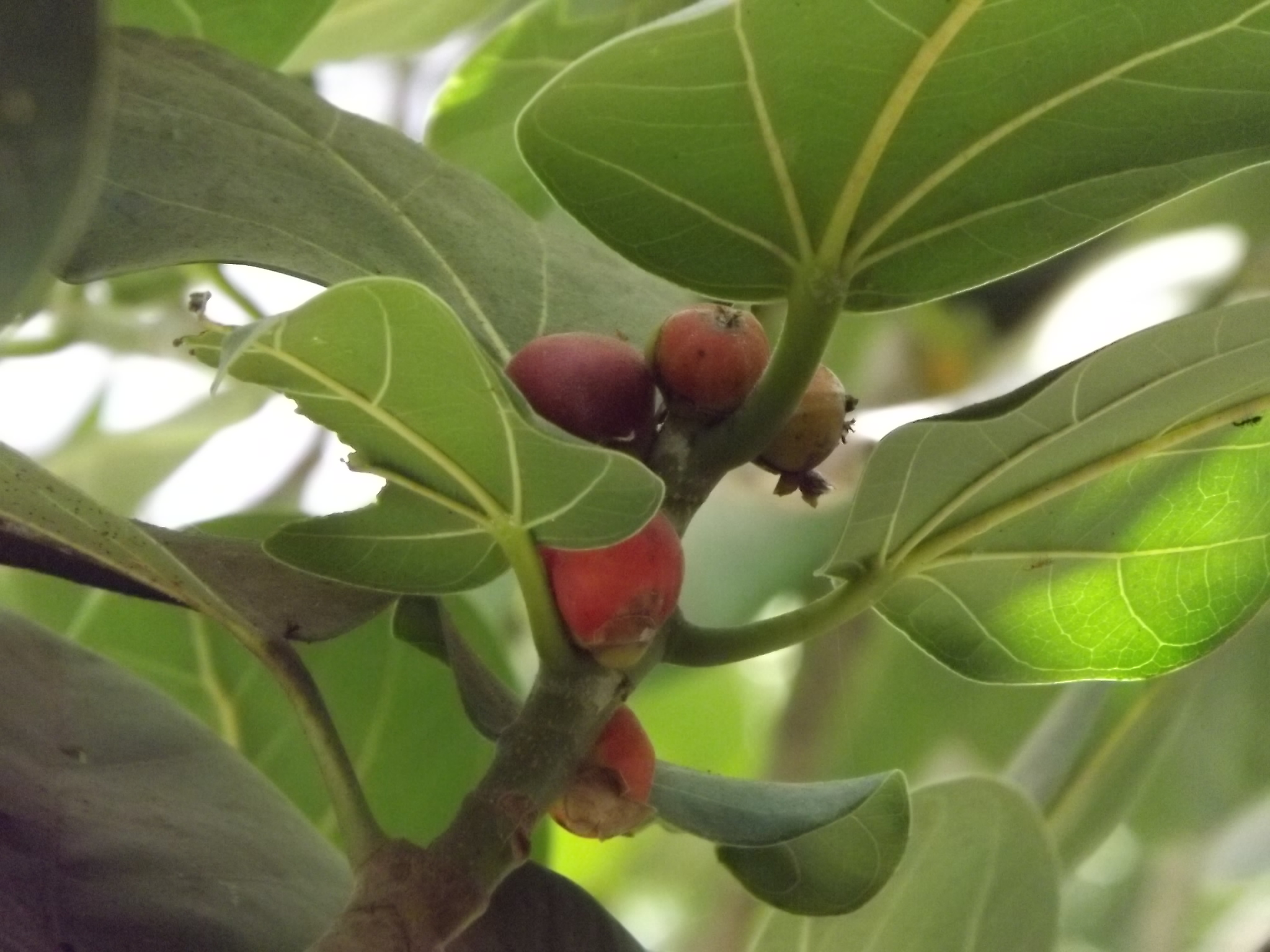
잎과 열매
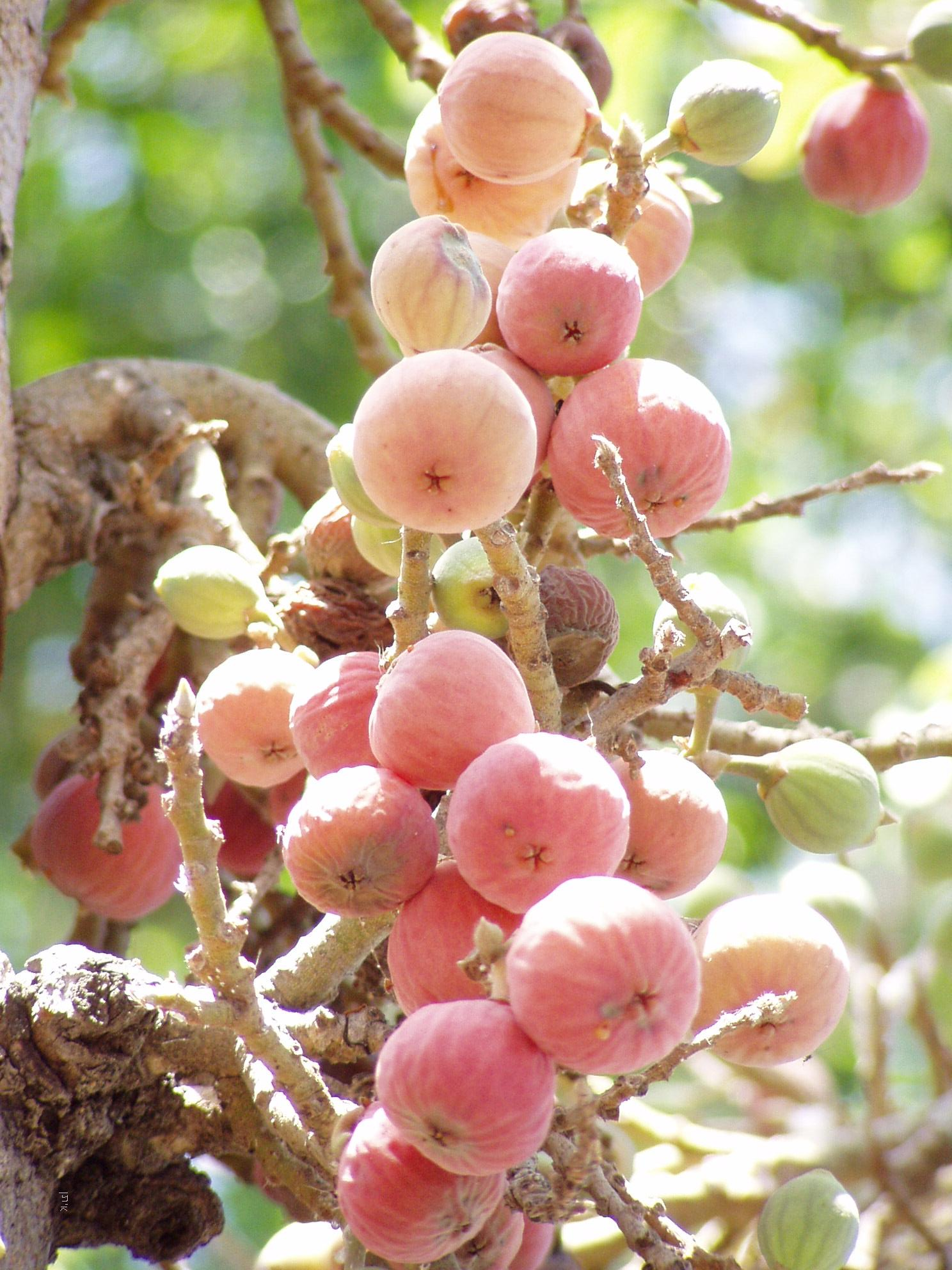
열매
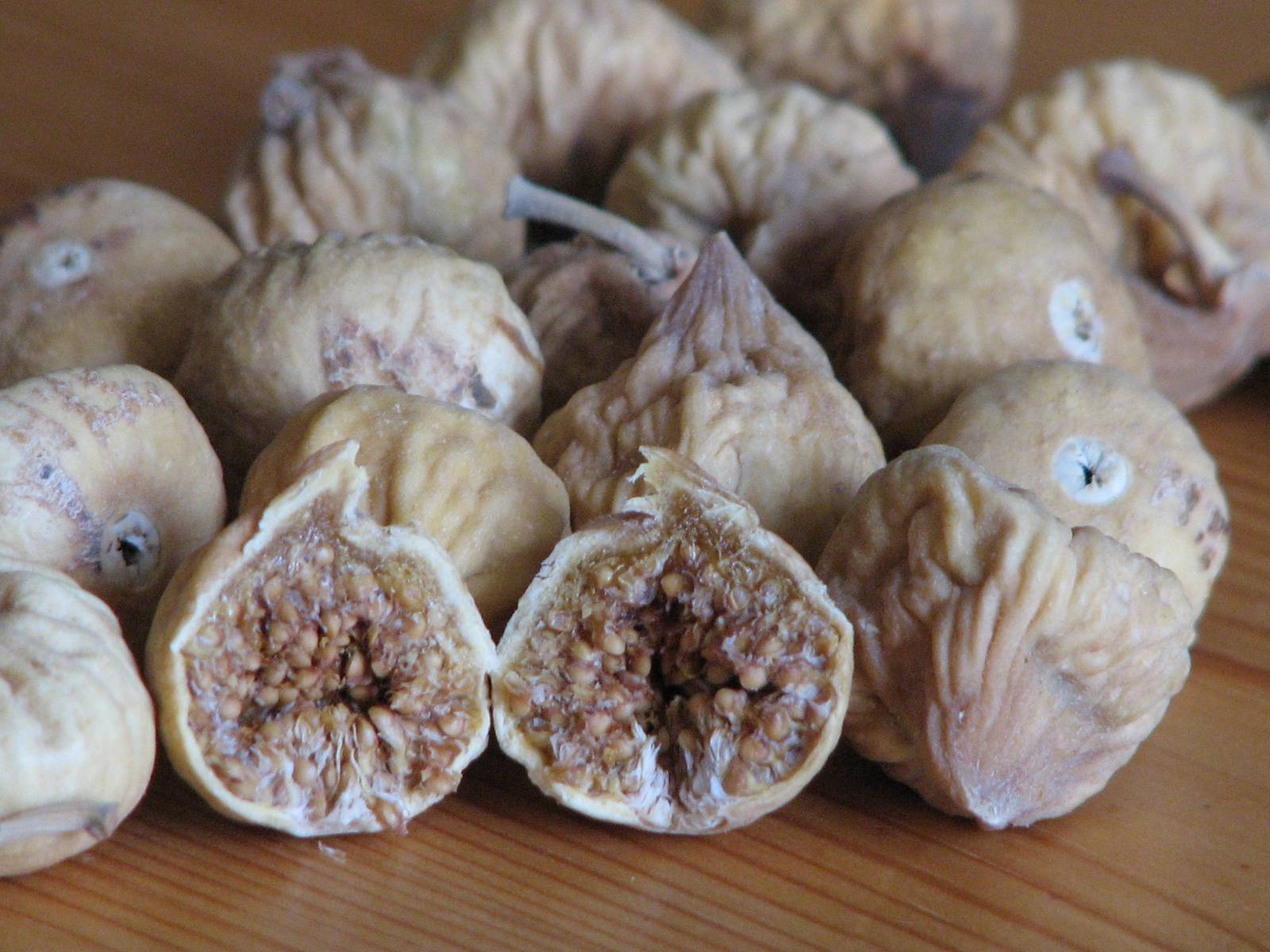
돌무화과